# Materialists
Pour plus de détails, voir Fiche technique et Distribution.
Materialists ou Matérialistes au Québec est une comédie romantique américaine réalisée par Celine Song et sortie en 2025,.

## Fiche technique
Sauf indication contraire, les informations mentionnées dans cette section peuvent être confirmées par les bases de données cinématographiques IMDb et Allociné,  présentes dans la section « Liens externes ».
- Titre original : Materialists
- Réalisation et scénario : Celine Song
- Musique : Daniel Pemberton
- Décors : Anthony Gasparro
- Costumes : Katina Danabassis
- Photographie : Shabier Kirchner
- Son : Avi Laniado
- Montage : Keith Fraase
- Production : Christine Vachon, Pamela Koffler et David Hinojosa
- Société de production : Killer Films, 2am Films et A24
- Société de distribution : Sony Pictures Releasing France
- Pays de production :  États-Unis
- Langue originale : anglais
- Format : comédie romantique
- Durée : 109 minutes
- Dates de sortie :
  - Australie : 12 juin 2025
  - Canada et États-Unis : 13 juin 2025
  - France : 2 juillet 2025

## Distribution
- Dakota Johnson (VF : Delphine Rivière) : Lucy
- Chris Evans (VF : Alexandre Gillet) : John
- Pedro Pascal (VF : Loïc Houdré) : Harry
- Zoe Winters (VF : Flora Brunier) : Sophie
- Marin Ireland (VF : Ingrid Donnadieu) : Violet
- Dasha Nekrasova : Daisy
- Emmy Wheeler : Rose
- Louisa Jacobson : Charlotte
- Eddie Cahill : Robert
- Sawyer Spielberg : Mason
- Joseph Lee : Trevor
- John Magaro : Mark P.
- Nedra Marie Taylor : Audrey
- Sietzka Rose : Eleanor
- Halley Feiffer (VF : Edwige Lemoine) : Patricia
- Madeline Wise : Beth
- Ian Stuart : Logan
- Dan Domenech : Ron
- Emiliano Diez : Le père de Harry
- Rachel Zeiger-Haag : Jenn
- Alison Bartlett : Jaime
- Lindsey Broad : Linda
- Baby Rose : La chanteuse du mariage

## Accueil

### Box-office
| Pays ou région | Box-office      | Date d'arrêt du box-office | Nombre de semaines |
| -------------- | --------------- | -------------------------- | ------------------ |
| France         | 234 327 entrées | en cours                   | 2                  |
| Total mondial  |                 | -                          | -                  |